# Regla de la V

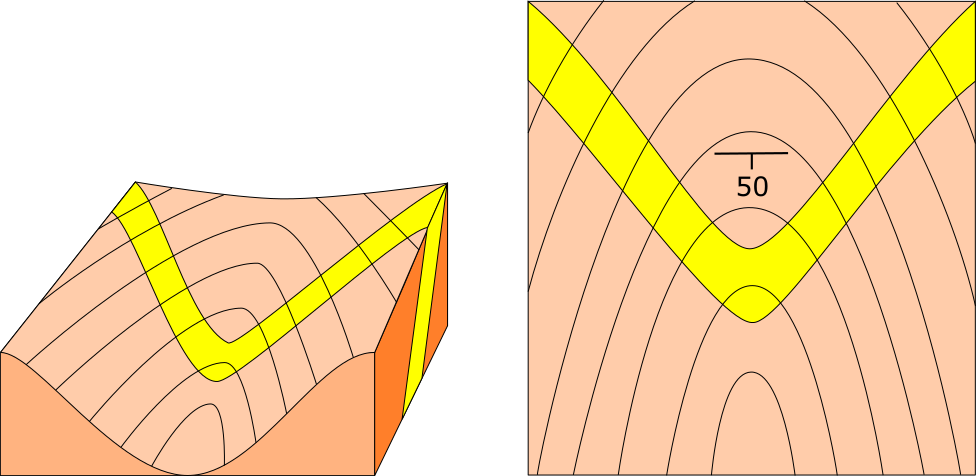
Un modelo de afloramiento de la regla de la V.

La regla de la “V” es un criterio sencillo que usa las trazas y curvas de nivel en los valles de los mapas topográficos para determinar el rumbo y buzamiento de formaciones geológicas homoclinales como estratos, capas, coladas, fallas, diques, contactos, etc.
La regla se interpreta de la siguiente manera: 
| El ápice de la "V" señala la dirección de buzamiento de la formación geológica. |

Sin embargo, existen algunas excepciones y no siempre el ápice indica la dirección de buzamiento.

## Generalidades
El afloramiento de estas formaciones geológicas en el terreno, generan trazos de líneas rectas, solamente cuando la superficie topográfica es plana, pero lo más frecuente es que no sean totalmente plana, sino presenten valles y montañas, y es en estas condiciones que las trazas dejan de ser líneas rectas, pues la geometría de V, se genera principalmente cuando los contactos de formación geológica cruzan los valles, estos contactos son doblados o flexionados. La dirección y grado de doblamiento, depende del grado de inclinación del valle y el buzamiento de la formación geológica. Cuando son cortos, anchos y abiertos la geometría de V indica un buzamiento empinado; cuando son largos, estrechos y cerrados la geometría de V indica un buzamiento suave.

## Patrones de afloramiento
Existen en total 6 patrones clásicos de afloramiento como resultado de las diferentes condiciones de rumbo y buzamiento de las formaciones geológicas con respecto a la topografía de un valle. A continuación se describen los 6 patrones de afloramiento de un estrato:
|  |  |  |
|  |  |  |

## Otra aplicación
La regla de la “V” también puede ser aplicada en las montañas topográficas, pero en este caso, se debe tener en cuenta que él ápice de la “V” apunta en sentido opuesto a la dirección del buzamiento de los estratos. Además, es importante tener en cuenta que estos patrones son también aplicables a las trazas de los planos de falla, de los diques y de los planos de discordancia, a condición de que mantengan rumbo y buzamiento más o menos constante en un área.